# Neustift am Walde

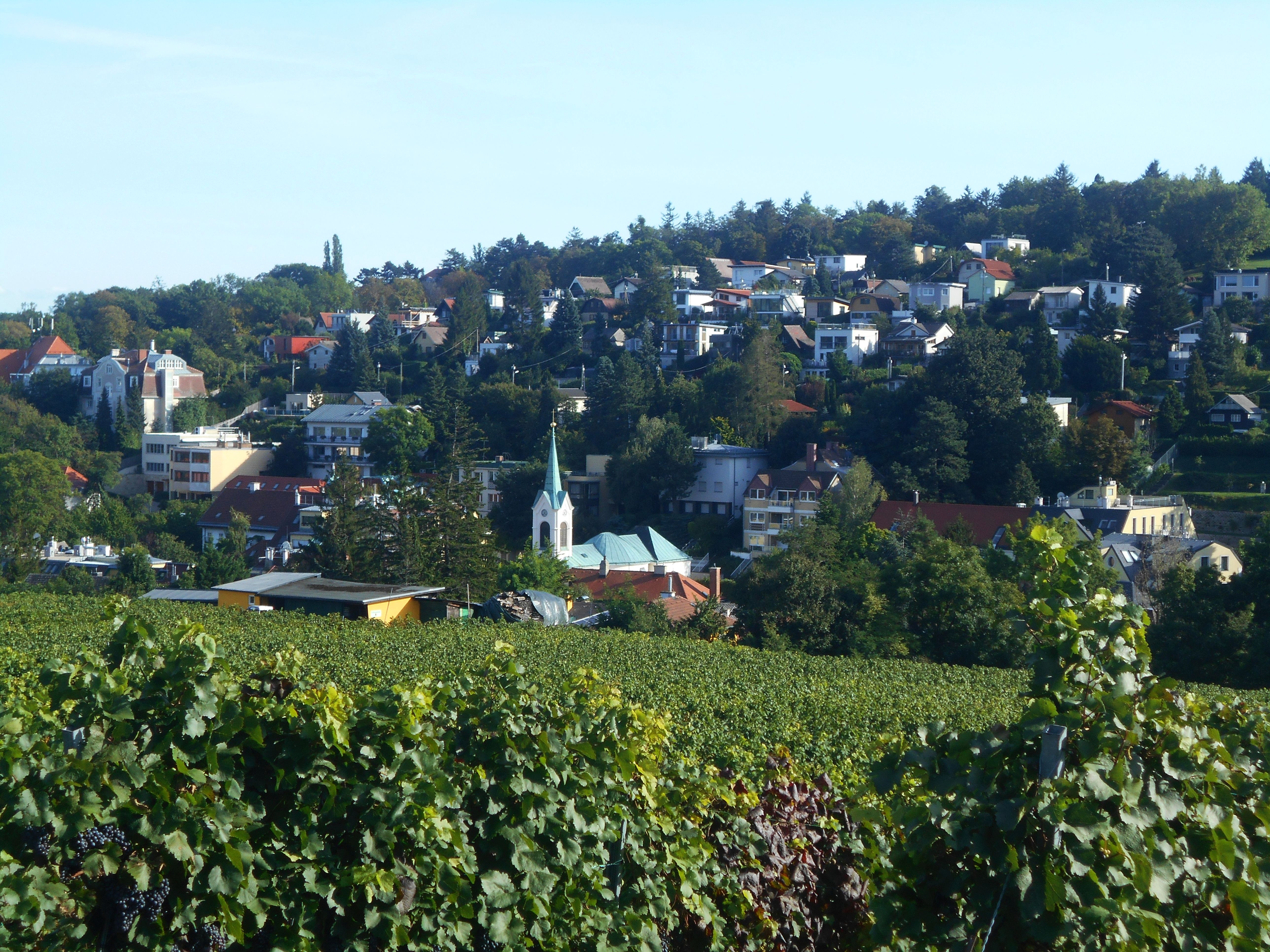
Blick auf Neustift am Walde von der Mitterwurzergasse aus, im Vordergrund die Riede Hofstädten

Neustift am Walde war bis Ende 1891 eine eigenständige Gemeinde und ist heute ein Stadtteil Wiens im 19. Wiener Gemeindebezirk Döbling sowie eine der 89 Wiener Katastralgemeinden (letzteres auch in der Namensvariante Neustift am Wald).

## Geographie
Neustift erstreckt sich über eine Fläche von 209,85 ha. Davon liegt über ein Viertel (58 ha), hauptsächlich der Dorotheer Wald und der Neustifter Friedhof, im Gemeindebezirk Währing, während der Döblinger Teil von Neustift (151,85 ha) unter anderem den alten Ortskern umfasst.
Neustift liegt nordwestlich von Pötzleinsdorf, westlich von Sievering, östlich von Neuwaldegg und südöstlich von Salmannsdorf. Das Dorf ist in zwei langen Häuserzeilen angelegt, die durch eine schmale Straße getrennt sind, die den oberen Krottenbach begleitet. Eine Straße verbindet Neustift am Walde mit Salmannsdorf und der Krim.
Der zentrale Bereich ist von der Stadt Wien als bauliche Schutzzone ausgewiesen.

## Geschichte

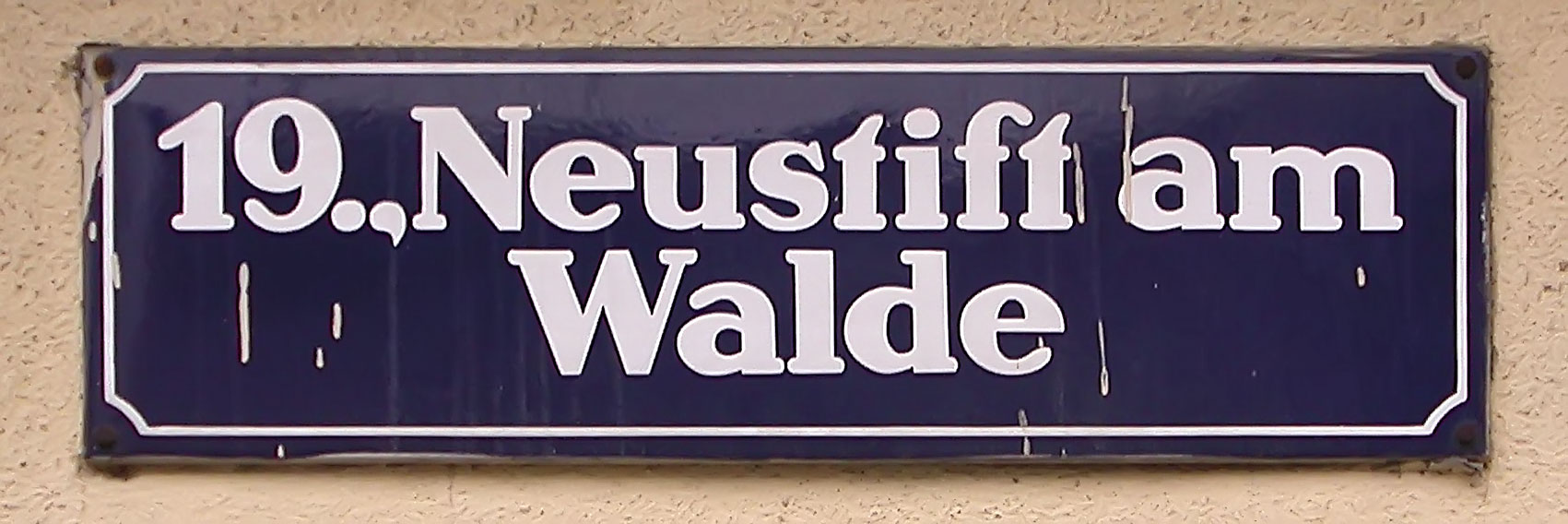
Straßenschild von Neustift am Walde

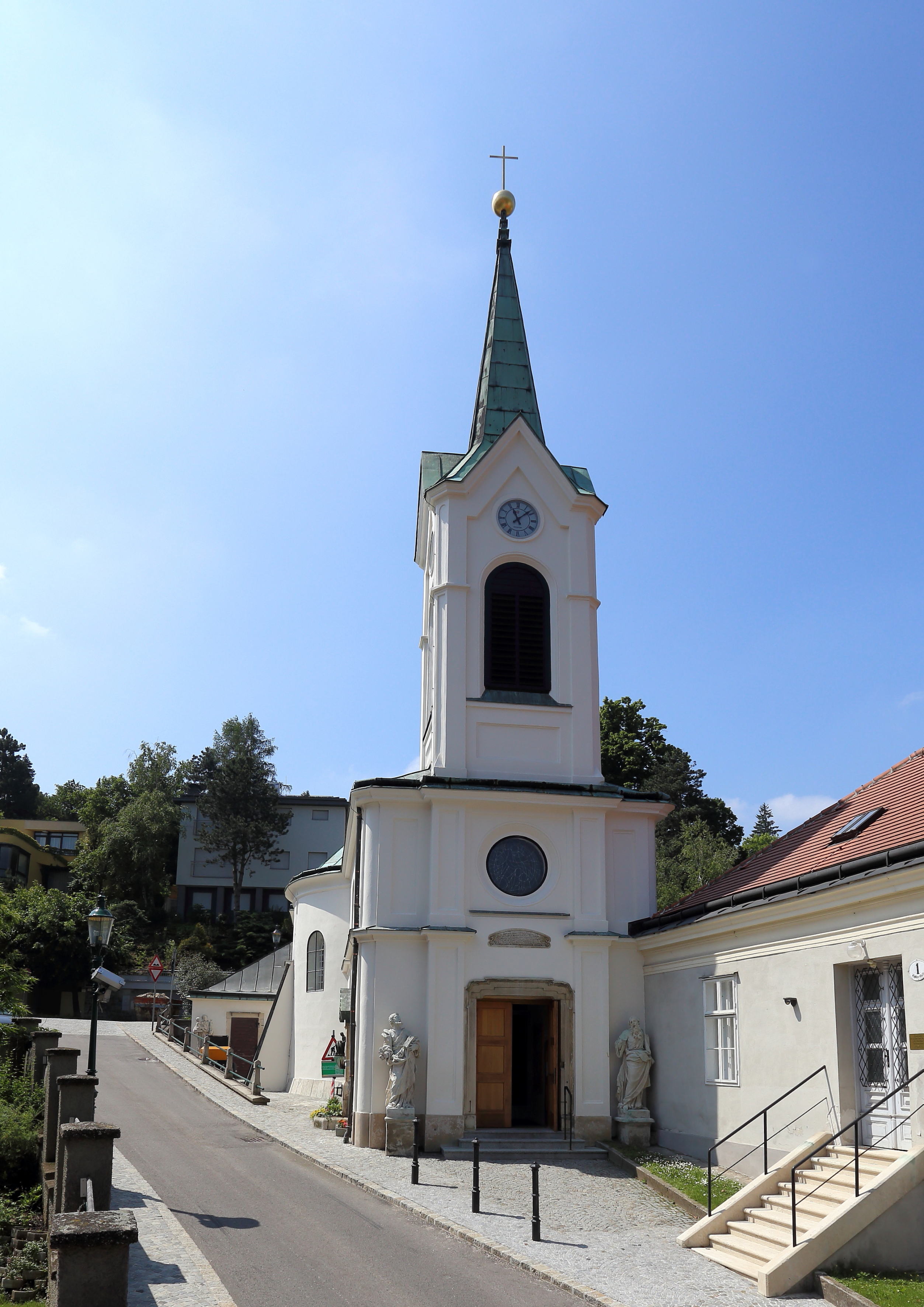
Neustifter Pfarrkirche

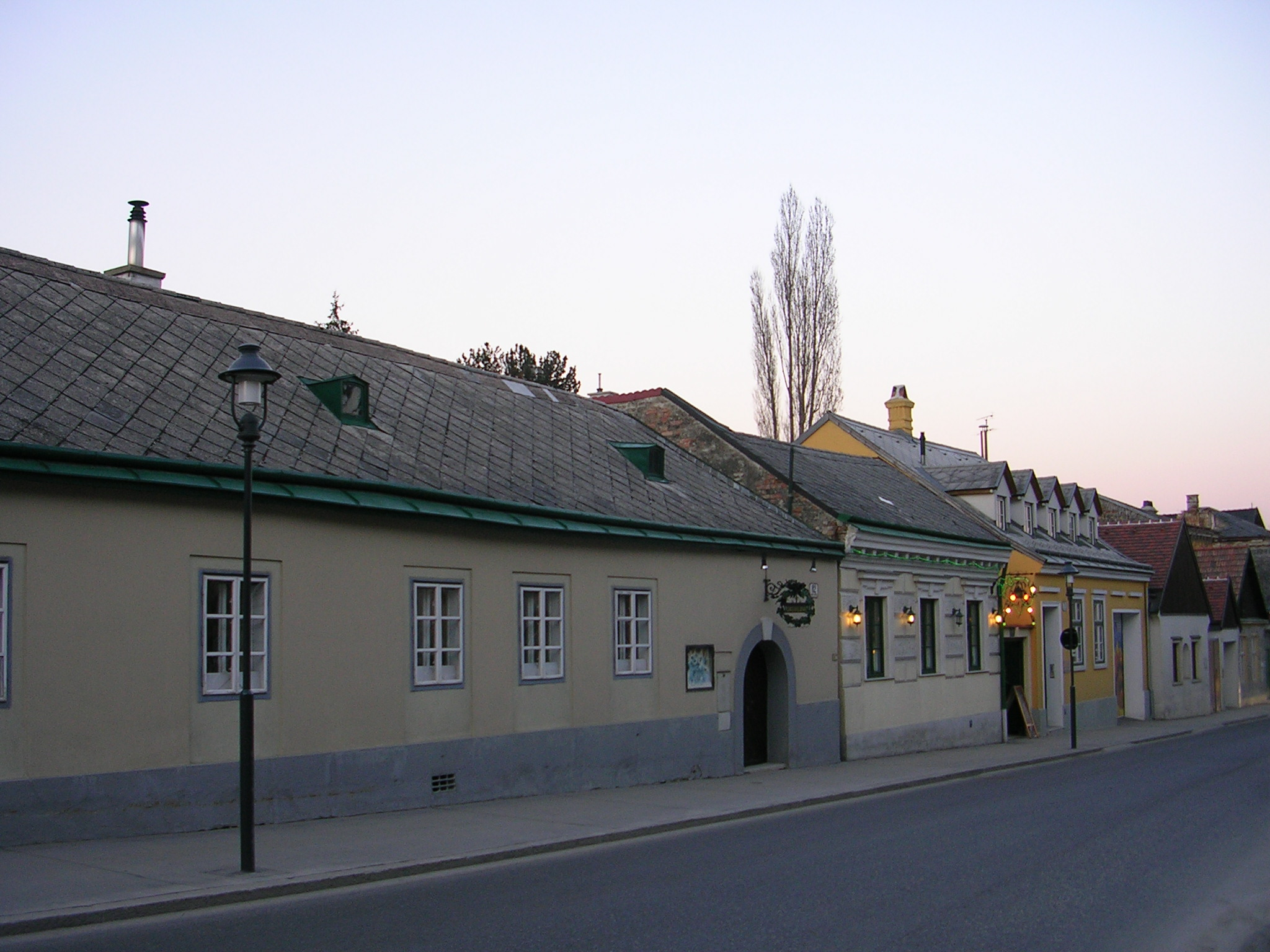
Zentrum von Neustift am Walde

### Namensgebung
Der Name Neustift wurde bereits 1330 erstmals urkundlich erwähnt und stammt vermutlich daher, dass nach dem Untergang des Ortes Chlainzings westlich davon eine neue Stiftung am Walde entstand. Der Name Glanzing ist heutzutage für den zum 19. Bezirk gehörenden Teil Pötzleinsdorfs in Gebrauch.

### Neustift im Mittelalter
Neustift am Walde wurde vermutlich als Nachfolgesiedlung der Wüstung Chlainzing gegründet. Merkmale dafür sind neben dem Ortsnamen die Ortsform und die systematische Rodung und Besiedlung. Die Bewohner waren Bauern, die im Wesentlichen für den Eigenbedarf produzierten. Für den Verkauf wurde Wein angebaut. Neustift war zunächst im Besitz verschiedener Eigentümer. Auch die Pfarrzugehörigkeit wechselte. Die Stiftungsurkunde der Sieveringer Pfarrkirche aus dem Jahr 1330 belegt, dass die Neustifter gemeinsam mit der Bevölkerung von Sievering und Salmannsdorf eine Kirche in Sievering errichteten. Die Pfarrzugehörigkeit wechselte in der Folge von Heiligenstadt zur Pfarre Sievering. 1413 verkauften die Brüder Zink den Besitz dem Pfarrer von Gars am Kamp, der seinerseits das Augustiner-Chorherrenstift St. Dorothea gründete und 1414 dem Stift seinen Besitz übergab. 1435 hatte der Ort bereits 24 Häuser.

### Neustift in der Neuzeit
Ähnlich wie die benachbarten Siedlungen wurde Neustift am Walde während der beiden Türkenbelagerungen 1529 und 1683 schwer in Mitleidenschaft gezogen. Eine besonders schlechte Weinernte während der Regierungszeit Maria Theresias gab zu einem besonderen Brauch Anlass: dem bis heute beim Neustifter Kirtag alljährlich abgehaltenen Hauerkronenumzug.
1713 wütete die Pest in Neustift und noch im selben Jahr wurde als Gedenken von einem italienischen Kaufmann die Rochuskapelle gestiftet. Als Joseph II. das Dorotheastift auflösen ließ, kam Neustift am Walde an das Stift Klosterneuburg. Zusätzlich wurde Neustift zu einer eigenen Pfarre erhoben und die Kapelle wurde in die Neustifter Pfarrkirche umgewandelt. Von den Schäden durch die französischen Truppen Anfang des 19. Jahrhunderts erholte sich Neustift nur schwer.
Ab der Mitte des 19. Jahrhunderts kam es jedoch durch den Tourismus (Sommerfrische) zu einem Aufschwung im Ort. Die Häuser wurden mit Gästezimmern für wohlhabende Wiener ausgestattet, auch einige Gästehäuser entstanden. Neustift am Walde blieb jedoch ein beschaulicher Ort. Die Bedrohung durch den Krottenbach wurde schließlich 1908/09 durch Überbauung gebannt, nachdem der Bach 1907 Neustift zum letzten Mal überschwemmt hatte.
Im Jahr 1892 wurde Neustift am Walde gemeinsam mit Salmannsdorf, Währing, Weinhaus, Gersthof und Pötzleinsdorf als Bezirk Währing zu Wien eingemeindet. 1938 schlug man die Dörfer von Neustift am Walde und Salmannsdorf dem 19. Bezirk (Döbling) zu. Der Neustifter Friedhof blieb jedoch Teil des Bezirks Währing. Heute ist Neustift am Walde ein beliebter Heurigenort.

## Wirtschaft
Die Verteilung der Flurflächen Anfang des 19. Jahrhunderts macht die Bedeutung von Wald und Wein deutlich. 1826 setzten sich die Flurflächen zu einem Drittel aus Wald und zu je einem Viertel aus Reb- und Wiesenflächen zusammen. Der Ackerbau machte nur knapp zehn Prozent aus.

## Bevölkerungswachstum
1435 bestand der Ort aus 24 Häusern und wuchs in der Folge kaum. 1832 hatte der Ort 38 Häuser mit 307 Einwohnern, etwa ebenso viel wie rund 40 Jahre zuvor. Das Wachstum der umliegenden Orte machte Neustift im 19. Jahrhundert nur eingeschränkt mit. 1850 war der Ort auf 50 Häuser mit 575 Einwohnern angewachsen, 1890 bestand der Ort aus 73 Häusern, in denen 483 Menschen lebten.

## Verkehr
Ursprünglich bestand eine Stellwagenverbindung über Neustift nach Salmannsdorf, deren stadtseitige Endpunkte oft wechselten. Auch die Betreiber wechselten aus finanziellen Gründen mehrfach. Diese Linie wurde aber als einzige Stellwagenlinie von der Stadt Wien subventioniert. 1908 wurde allerdings von den Wiener städtischen Straßenbahnen selbst eine Oberleitungsbuslinie nach dem System Mercédès-Électrique-Stoll von Pötzleinsdorf über Neustift am Walde nach Salmannsdorf eröffnet.
Als eine der langlebigsten Linien nach diesem System wurde sie erst 1938 durch eine Autobuslinie mit der Linienbezeichnung 23 ersetzt, die aber schon im folgenden Jahr komplett eingestellt wurde.
1928 wurde eine Autobuslinie über die Krottenbachstraße nach Neustift und Salmannsdorf eröffnet (ab 1935 Linie 20). Wegen kriegswichtiger Betriebe an der Strecke war diese Linie die letzte Autobuslinie Wiens, die im Zweiten Weltkrieg noch betrieben wurde. 1942 wurde mit der Umstellung auf Oberleitungsbusbetrieb begonnen.
Ab 1946 wurde der Ort somit erneut von Oberleitungsbussen bedient, als die Obuslinie 22 vom Währinger Gürtel nach Salmannsdorf in Betrieb ging. 1958 erfolgte schließlich wieder die Rückumstellung auf Autobusbetrieb. Die Linienbezeichnung war von 1946 bis 1961 22, bis 1972 39A und danach bis heute 35A. Diese führt heute von der Station Spittelau über die Krottenbachstraße und Neustift am Walde bis zur Endhaltestelle Salmannsdorf.

## Der Neustifter Kirtag

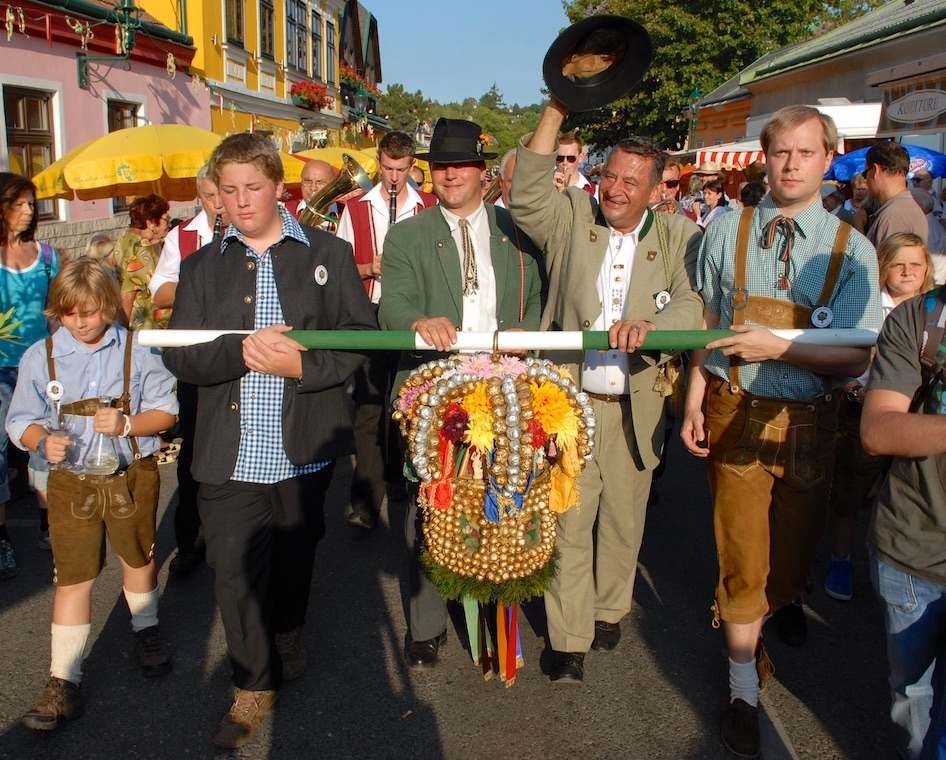
Umzug mit der Hauerkrone beim Neustifter Kirtag am 20. August 2011. Von links nach rechts: Flascherlbub, Kronenträger, Altbursch, Hiata, Kronenträger, Flascherlbub.

Der mit reichlichem Brauchtum verknüpfte Neustifter Kirtag zählt österreichweit zu den Weinfesten mit der höchsten Publikumsfrequenz. Laut Überlieferung geht dieser Brauch auf die Mitte des 18. Jahrhunderts zurück: Demnach seien die Neustifter Hauer mit einer Erntedankkrone zu Kaiserin Maria Theresia gezogen, um sie um Steuerfreiheit zu bitten, nachdem schlechte Ernteerträge sie in eine schwierige wirtschaftliche Situation gebracht hatten. Infolgedessen erließ ihnen die Kaiserin nicht nur die Zahlungen, sondern gab ihnen auch die Krone zurück, und zwar mit dem Auftrag, damit jedes Jahr einen Kirtag abzuhalten.
Noch heute ziehen beim Neustifter Kirtag jedes Jahr im August der „Hiata“, der „Altbursch“ und die „Flascherlbuben“ mit der Hauerkrone durch Neustift und Salmannsdorf und kehren in den Buschenschenken ein. Die Krone ist mit einer Dekoration aus Stroh, Blumen, goldfarbenen Nüssen und Trauben geschmückt. Zahlreiche Kirtags-Standeln, ein Festakt zum Kirtagsauftakt und der Kronenumzug während des viertägigen Kirtags sorgen für die Unterhaltung der Besucher. Der Kirtag findet jeweils am Wochenende nach dem 16. August, dem Gedenktag des heiligen Rochus, statt. Der heilige Rochus ist der Neustifter Kirchenpatron. Nach Angaben der Veranstalter kommen alljährlich rund 150.000 Besucher zu diesem Winzerfest.
Zu Beginn des Kirtags ziehen die Burschen mit dem Kirtagbaum ein, der dann medienwirksam aufgestellt wird. Beim „Hiatabam“ handelt es sich um das (einstmals) weithin sichtbare Symbol für
den Schutz der Weingärten durch die „Hiata“. Beim mehrfach wiederholten Umzug, der stets von einer Blasmusikkapelle begleitet wird, ziehen der Hiata, der Altbursch und die Flascherlbuben mit der Krone von Haus zu Haus. Der Hüter lässt die Hausinhaber hochleben und stößt mit diesen an. Die Hauerkrone wird dabei in drehende Bewegung gebracht. Umrahmt wird das Ganze mit Musik und es findet auch ein Tanz mit dem Hiata statt. Aus konservatorischen Gründen wird heute nicht mehr die originale Krone verwendet, sondern eine Kopie.
Beim Neustifter Kirtag treten viele Kirtagsbesucher mit Dirndl und Lederhose in Erscheinung. Prominente Politiker zeigen sich beim Neustifter Kirtag immer wieder volksverbunden. Auch der Wiener Bürgermeister zählt zu den Stammgästen des Neustifter Kirtags.